# Trattore a marcia autonoma

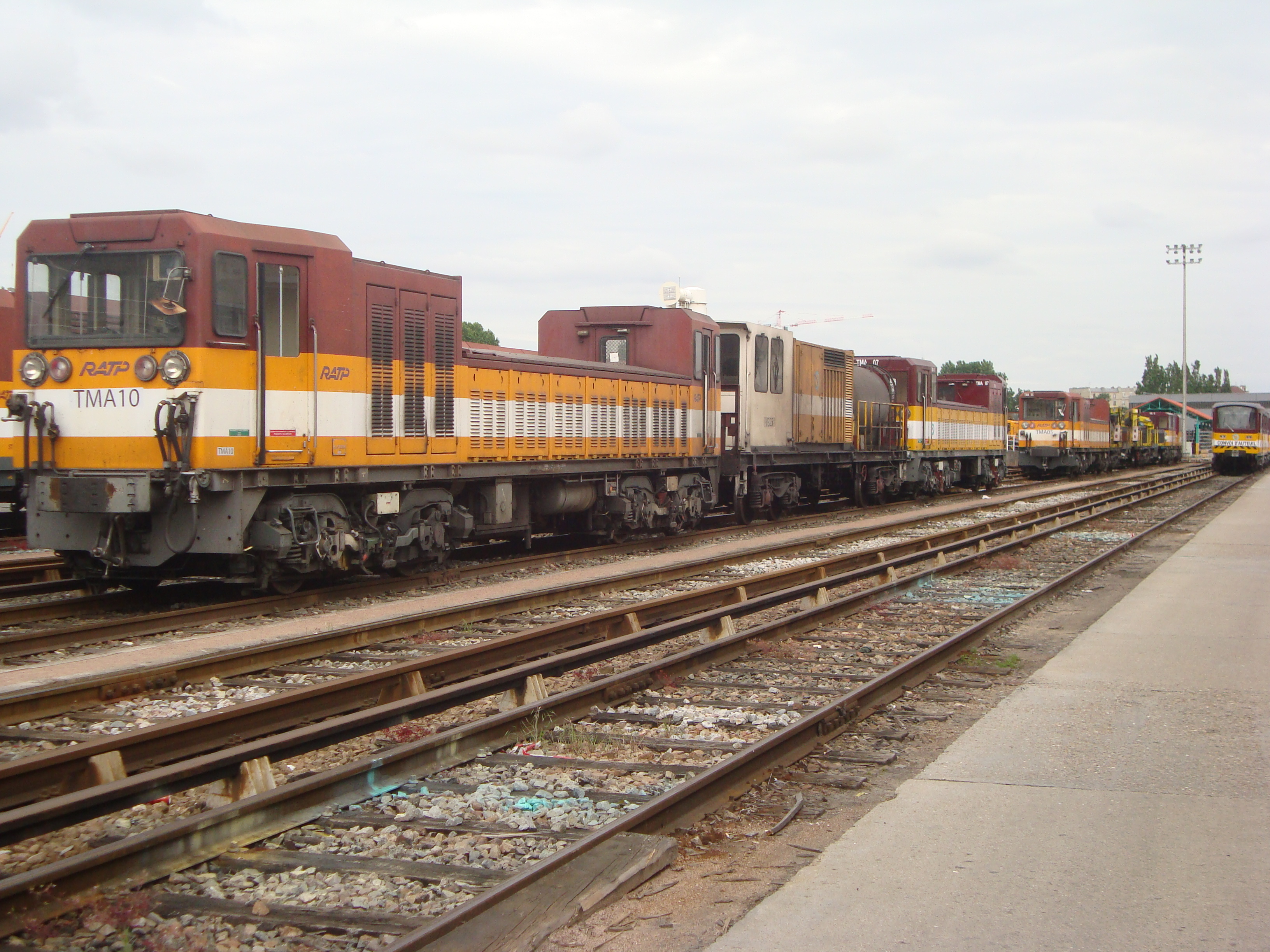
Il trattore TMA10 al deposito RATP di La Villette.

Il Trattore a marcia autonoma (TMA, in francese Tracteur à marche autonome) è un'elettromotrice ferroviaria del 1985 utilizzata per la manutenzione e i lavori sulla rete metropolitana di Parigi. Il suo nome deriva dal fatto che, circolando di notte, la terza rotaia di alimentazione non è sotto tensione, pertanto il veicolo necessita di un sistema di accumulatori.